# Luis Guajardo
Luis Francisco Guajardo Valderas (Punta Arenas, Chile, 30 de julio de 1973) es un exfutbolista chileno. Jugaba de volante. Actualmente se desempeña como entrenador.

## Trayectoria
Jugó en equipos como Deportes Laja, Deportes Concepción, Colo Colo, Rangers de Talca, Deportes Puerto Montt y Santiago Wanderers.

## Clubes

### Como jugador
| Club                  | País  | Año       |
| --------------------- | ----- | --------- |
| Deportes Laja         | Chile | 1993      |
| Deportes Concepción   | Chile | 1993-1999 |
| Colo Colo             | Chile | 2000-2001 |
| Rangers               | Chile | 2002      |
| Deportes Concepción   | Chile | 2003-2005 |
| Deportes Puerto Montt | Chile | 2006-2007 |
| Santiago Wanderers    | Chile | 2008      |
| Deportes Concepción   | Chile | 2009      |

### Como entrenador
| Club                                   | País  | Año           |
| -------------------------------------- | ----- | ------------- |
| Deportes Concepción (Ayudante Técnico) | Chile | 2010-2011     |
| Cobresal (Ayudante Técnico)            | Chile | 2012-2013     |
| Deportes Concepción (Fútbol Joven)     | Chile | 2014-2016     |
| Rangers                                | Chile | 2017          |
| Rangers (Fútbol Joven)                 | Chile | 2019          |
| Deportes Concepción (Ayudante Técnico) | Chile | 2021-2022     |
| San Marcos de Arica (Fútbol Joven)     | Chile | 2022-presente |

## Palmarés

### Campeonatos nacionales
| Título    | Club                | País  | Año  |
| --------- | ------------------- | ----- | ---- |
| Primera B | Deportes Concepción | Chile | 1994 |

- Datos: Q6700679